# Campeonato Goiano 2016
In 2016 werd het 73ste Campeonato Goiano gespeeld voor voetbalclubs uit Braziliaanse staat Goiás. De competitie werd georganiseerd door de FGF en werd gespeeld van 30 januari tot 8 mei. Goiás werd kampioen.

## Eerste fase
De clubs werden verdeeld over twee groepen. De clubs uit groep A speelden heen en terug tegen de clubs uit groep B en daarna nog eens één keer tegen de clubs uit de eigen groep. De twee groepswinnaars gaan door naar de halve finale, alsook de twee beste niet-winnaars ongeacht hun groep. De twee laatste in het klassement degraderen. 

### Groep A
| Plaats | Club      | Wed. | W  | G | V | Saldo | Ptn. |
| ------ | --------- | ---- | -- | - | - | ----- | ---- |
| 1.     | Goiás     | 14   | 10 | 2 | 2 | 25:11 | 32   |
| 2.     | Anápolis  | 14   | 6  | 3 | 5 | 16:13 | 21   |
| 3.     | Itumbiara | 14   | 4  | 6 | 4 | 10:11 | 18   |
| 4.     | CRAC      | 14   | 4  | 3 | 7 | 11:16 | 15   |
| 5.     | Trindade  | 14   | 3  | 2 | 9 | 14:21 | 11   |

|  | Geplaatst voor tweede fase |
|  | Degradatie                 |

### Groep B
| Plaats | Club                | Wed. | W | G | V | Saldo | Ptn. |
| ------ | ------------------- | ---- | - | - | - | ----- | ---- |
| 1.     | Atlético Goianiense | 14   | 9 | 3 | 2 | 18:6  | 30   |
| 2.     | Vila Nova           | 14   | 5 | 6 | 3 | 10:10 | 21   |
| 3.     | Aparecidense        | 14   | 3 | 8 | 3 | 11:12 | 17   |
| 4.     | Goianésia           | 14   | 4 | 3 | 7 | 15:19 | 15   |
| 5.     | Anapolina           | 14   | 3 | 2 | 9 | 7:18  | 11   |

|  | Geplaatst voor tweede fase |
|  | Degradatie                 |

## Tweede fase
In geval van gelijkspel wint de club met de beste notering in de competitie.worden strafschoppen genomen, tussen haakjes weergegeven.
|  | Halve finale        | Halve finale | Halve finale |       |       | Finale | Finale | Finale |
|  |                     |              |              |       |       |        |        |        |
|  | Goiás               | 1            | 1            |       |       |        |        |        |
|  | Vila Nova           | 1            | 0            |       |       |        |        |        |
|  | Vila Nova           | 1            | 0            |       | Goiás | 0      | 1 (5)  |        |
|  |                     |              |              |       | Goiás | 0      | 1 (5)  |        |
|  |                     | Anápolis     | 0            | 1 (4) |       |        |        |        |
|  | Atlético Goianiense | Anápolis     | 0            | 1 (4) | 0     | 1      |        |        |
|  | Atlético Goianiense |              |              |       | 0     | 1      |        |        |
|  | Anápolis            | 1            | 2            |       |       |        |        |        |

Details finale
|            |          |       |       |                                                    |
| 1 mei Heen | Anápolis | 0 – 0 | Goiás | Estádio Jonas Duarte, Anápolis Toeschouwers: 9.042 |
| 1 mei Heen |          |       |       | Estádio Jonas Duarte, Anápolis Toeschouwers: 9.042 |

| Anápolis | Goiás |

|             |                                                                   |       |                                                           |                                                     |
| 8 mei Terug | Goiás                                                             | 1 – 1 | Anápolis                                                  | Estádio Serra Dourada, Goiânia Toeschouwers: 16.504 |
| 8 mei Terug | Léo Sena 19'                                                      |       | 45+1' Hélder                                              | Estádio Serra Dourada, Goiânia Toeschouwers: 16.504 |
| 8 mei Terug | Strafschoppen                                                     |       |                                                           | Estádio Serra Dourada, Goiânia Toeschouwers: 16.504 |
| 8 mei Terug | Daniel Carvalho Anderson Salles Wendel David Duarte Rafhael Lucas | 5 - 4 | Lucas Sotero David Jânio Marcelo Ferreira Leandro Euzébio | Estádio Serra Dourada, Goiânia Toeschouwers: 16.504 |

| Goiás | Anápolis |

## Kampioen
| Campeonato Goiano de 2016  |
| Goiás                      |
| -------------------------- |
| GOIÁS Kampioen (26° titel) |